# One Kansas City Place
One Kansas City Place, zwany również 1200 Main Street – najwyższy budynek w stanie Missouri, w Kansas City, w Stanach Zjednoczonych, o wysokości 193 m. Budynek został otwarty w 1988 i liczy 42 kondygnacje.